# 木村七郎
木村 七郎（きむら しちろう、1935年3月25日 - ）は、日本の元プロボクサー。宮城県出身。新日本木村ボクシングジム創始者。日本プロボクシング協会顧問。

## 来歴
名取高校野球部正捕手、東北学院大学ボクシング部の練習に参加しアマチュア選手を経験し宮城県高校フライ級王者、23戦21勝2敗。
無一文で上京し神田駅近くの金物屋で就職し新橋の新和拳（現横浜光ボクシングジム）に入門しアマチュアで東京都チャンピオン及び関東大会優勝、1956年12月1日、プロデビュー。
1957年4月21日、全日本新人王決定戦で今村博に判定勝ち。
1958年4月4日、三迫仁志と対戦し、10回判定勝ち。三迫はこの試合を最後に引退した。
1958年6月27日、メルボルンオリンピック4位の実績を引っさげプロ転向した米倉健志のデビュー8回戦で対戦し、腰痛や目の負傷をおしての強行出場がたたり4回負傷判定負け。
1958年9月30日、後の日本王者福本篤人と対戦し、10回判定勝ち。
1958年12月16日、日本フライ級王者矢尾板貞雄に挑戦し、10回判定負けで王座獲得ならず。
1959年4月28日、福本篤人と再戦し、9回TKO勝ち。この試合を最後に現役引退した。最高位OPBFフライ級2位。
1961年に木村ジムを設立し、小熊（大熊）正二を世界王座まで導くなど多くの世界タイトル挑戦者・東洋太平洋・日本王者を育てた。
また自身のジム開設と同じ61年にはTBSと極東ボクシングクラブがタイアップした「ボクシング教室」の全国オーディションの会場で審査員を務め、後の世界王者沼田義明を発掘。
1984年3月から1986年3月まで東日本ボクシング協会の会長も務め日本ボクシングコミッション（略称JBC）に現役全選手及びプロテスト全受験者への頭部CT検査受診を義務付けた。
他の所属先で芽が出ず移籍してきた選手・練習生を素質を開花させる日本プロボクシング界を代表する再生工場あるいはリサイクル王と呼ばれ、今までに6人の移籍選手が日本タイトルを獲得している。
佐藤仁徳・ハリケーン照・徳山昌守ら他ジム所属選手を含め数多くの世界タイトルマッチ・東洋太平洋タイトルマッチの開催に尽力。亀田三兄弟が所属する亀田ジムの創設にも木村が関わっている。
2020年12月16日、東日本ボクシング協会の定例理事会において新日本木村ボクシングジムを息子の木村英之へ名義譲渡し、英之が同ジムの新会長となることが報告・承認された。